# Pansarbandvagn 401
Pansarbandvagn 401 (Pbv 401) är den svenska beteckningen på de MT-LB (Многоцелевой Тягач Легко Бронированный - ryska för mångsidig lätt bepansrad vagn) som köptes in från det återförenade Tyskland 1993 för att till ett lågt pris förse Norrlands- och Infanteribrigaderna med ett splitterskyddat terrängfordon.

## Historia
MT-LB utvecklades i Sovjetunionen under slutet av 1960-talet. Vagnen tog ursprungligen fram för att ersätta den tidigare vagn man haft för att dra artilleripjäser med. Användningsområdet blev emellertid mycket större. När forna Östtyskland återförenades med Västtyskland uppstod ett överskott som till följd av rustningsbegränsningsavtalen såldes av till ett mycket förmånligt pris. Svenska Försvarsmakten köpte via Försvarets Materielverk (FMV) in vagnen efter regeringsbeslut den 11 november 1992 (se Försvarsbeslutet 1992) till en kostnad motsvarande cirka 600 000 kronor per vagn. Huvudsyftet med anskaffningen var att mekanisera infanteri- och norrlandsbrigaderna med splitterskyddad trupptransport som främsta användningsområde. Totalt anskaffades 1016 vagnar. Av dessa renoverades 460 st pbv 401 och 90 st Bärgningsbandvagn 4012 och togs till Sverige. Resterande vagnar inklusive 2S1 Gvozdika (228 st) skrotades på plats i Tyskland för att bl.a. återvinna reservdelar.
Enligt uppgift var byggkvalitén varierande - vagnarnas mått kunde variera flera centimeter mellan olika exemplar och vissa motorluckor hade dålig passform - men hållfastheten var god. Numer finns inga Pbv 401 kvar i det svenska försvaret. Många har skrotats, andra har demilitariserats och sålts till privata uppköpare av överskottsmateriel, resterande 147 Pbv 401 till såldes 2011 till Finlands försvarsmakt för 2,7 miljoner €.

## Konstruktion
Det som särskiljde de svenska vagnarna var att de var målade i svenskt kamouflage, hade körriktningsvisare och lyktor för framförande på allmän väg samt att den var utrustad med en packbox på taket. Dessutom var de försedda med kupévärmare, avgasrör som leder avgaserna bakåt/neråt istället för uppåt samt svenska utrustningsfästen och radioapparater (först R-123M, senare RA-180/480).

### Besättning
Besättningen bestod av förare och vagnchef samt för pvrb56 även robotskytt. Längst bak fanns ett stridsutrymme för upp till 11 soldater, alternativt extra radioapparater och arbetsbord för förbandschef med stab.

### Beväpning
Beväpningen bestod av en lätt kulspruta (ksp m/95) som monterades i ett litet torn och handhas av vagnschefen. En plattform för Robot 56 Bill har testats, då lastutrymmet kunde ta 6 st robotar. Lavetten monterades på taket, via manskapsluckorna. Lösningen hade dock starka begränsningar, då skjutning endast kunde ske med vagnen stillastående.

## Versioner
| Namn                                  | Beteckning    | Typ                | Antal        | Aktiv        | Roll/Beväpning                                              | Kommentar            |
| 401-familjen                          | 401-familjen  | 401-familjen       | 401-familjen | 401-familjen | 401-familjen                                                | 401-familjen         |
| ------------------------------------- | ------------- | ------------------ | ------------ | ------------ | ----------------------------------------------------------- | -------------------- |
| Pansarbandvagn 401                    | Pbv 401A      | Trupptransportvagn | 421          | 1995–2010    | Modifierade fordon med 7,62 mm kulspruta Ksp 95 och Ksp 58. | Ursprungligen MT-LB  |
| Stridsledningspansarbandvagn 4011A    | Stripbv 4011A | Ledningsvagn       | 2            | 1995–2010    | Ledningsvagn på bataljonsnivå                               | Ursprungligen MT-LB  |
| Stridsledningspansarbandvagn 4011B    | Stripbv 4011B | Ledningsvagn       | 1            | 1995–2010    | Ledningsvagn på bataljonsnivå                               | Ursprungligen MT-LB  |
| Radiolänkpansarbandvagn 4014/T        | Rlpbv 4014/T  | Signalvagn         | 20           | 1995–2010    | Signalvagn                                                  | Ursprungligen MT-LB  |
| Stridsledningspansarbandvagn 4015     | Stripbv 4015  | Ledningsvagn       | 3            | 1995–2010    | Ledningsvagn på kompaninivå                                 | Ursprungligen MT-LB  |
| Luftvärnsrobotbandvagn 4016           | Lvrbpbv 4016  | Robotbandvagn      | 12           | 1995–2010    | Fordon beväpnad med RBS 70                                  | Ursprungligen MT-LB  |
| Pansarvärnrobotbandvagn 452           | Pvrbbv 452    | Robotbandvagn      | 1            | 1995–2010    | Beväpnad med Robot 56 Bill.                                 | Ursprungligen MT-LB  |
| Pansarbandvagn 4020CH                 | Pbv 4020CH    | Trupptransportvagn | 44           | 1995–2010    |                                                             | Ursprungligen MT-LBu |
| Stridsledningspansarbandvagn 4021B    | Stripbv 4021B | Ledningsvagn       | 6            | 1995–2010    | Beväpnad med ksp 58 monterad i en luftvärnslavett.          | Ursprungligen MT-LBu |
| Sjukvårdstransportpansarbandvagn 4024 | Sjvtppbv 4024 | Sjukvårdsvagn      | 10           | 1995–2010    |                                                             | Ursprungligen MT-LBu |
| Bärgningsbandvagn 4012A               | Bgbv 4012A    | Bärgningsvagn      | 45           | 1995–2010    |                                                             | Ursprungligen MTP-LB |
| Bärgningsbandvagn 4012B               | Bgbv 4012B    | Bärgningsvagn      | 6            | 1995–2010    |                                                             | Ursprungligen MTP-LB |
| Bärgningsbandvagn 4012CH              | Bgbv 4012CH   | Bärgningsvagn      | 39           | 1995–2010    |                                                             | Ursprungligen MTP-LB |

## Galleri

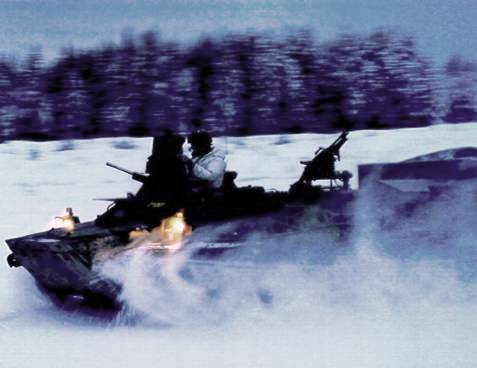
MT-LB.
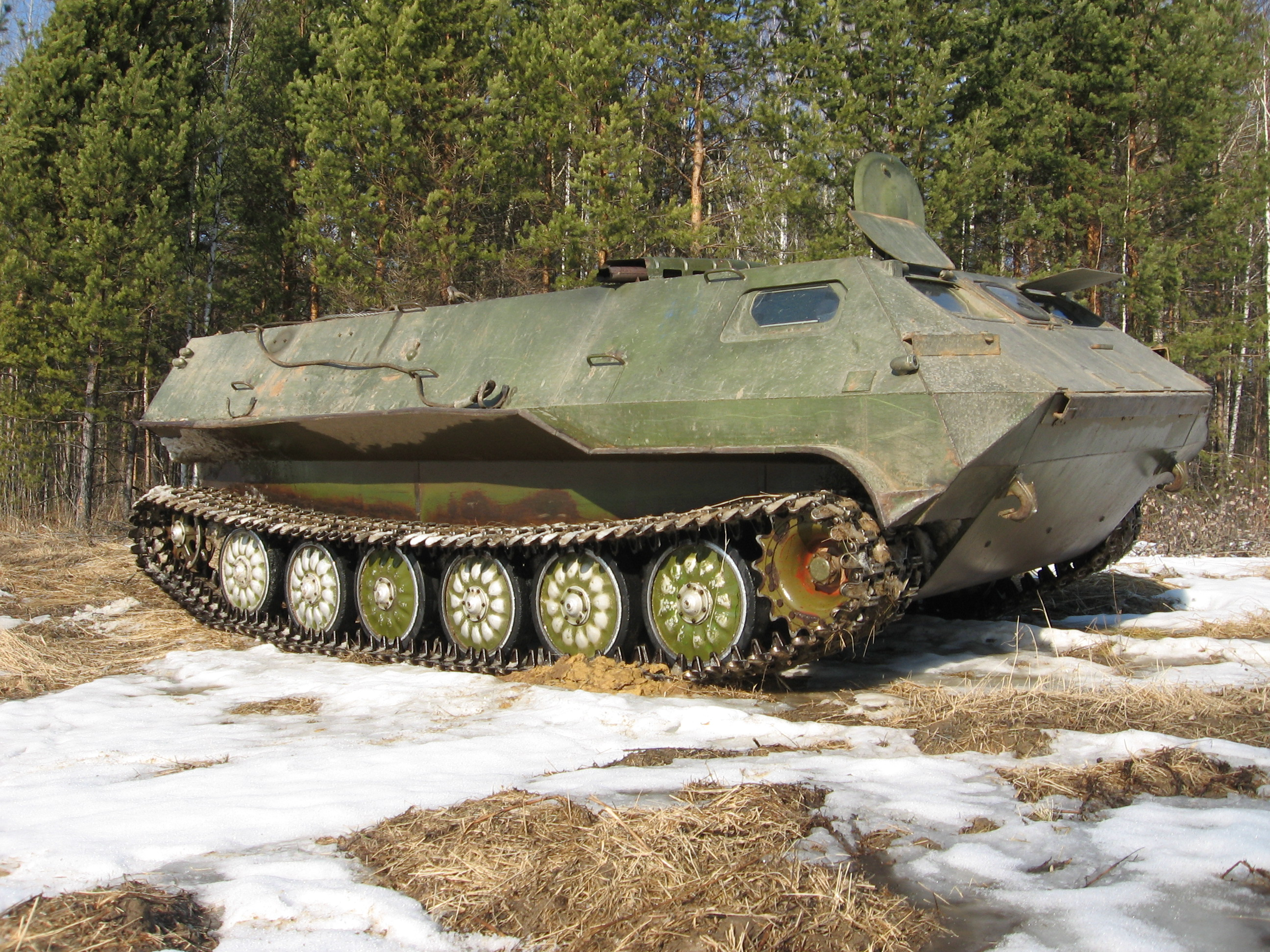
MT-LBu
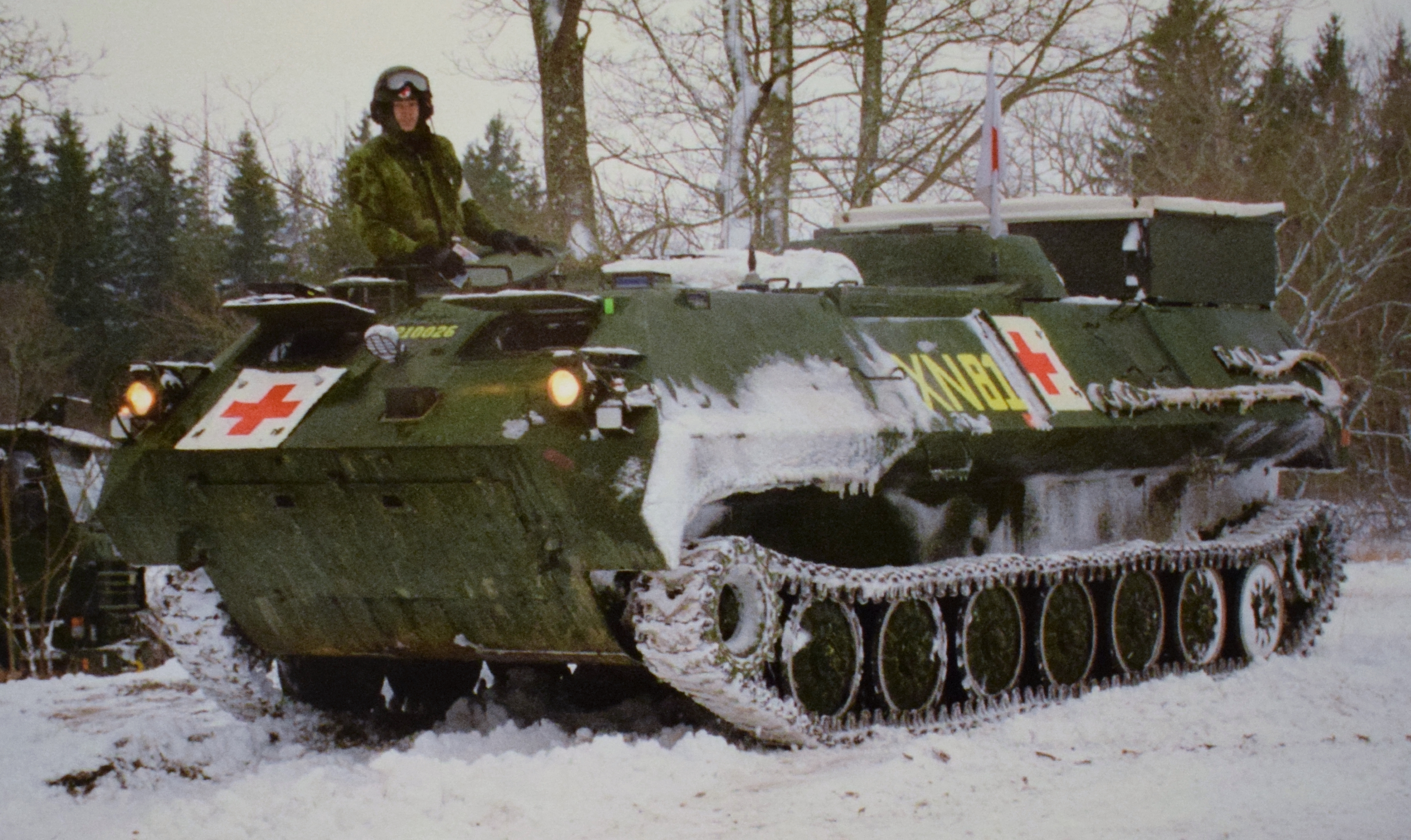
MT-LBu aka Pbv 4024